# رشته‌کوه سلمدژا
رشته‌کوه سلمدژا (روسی: Селемджинский хребет) یک رشته‌کوه در سرزمین خاباروفسک کشور روسیه است.